# Hydroptila coreana
Hydroptila coreana is een schietmot uit de familie Hydroptilidae. De soort komt voor in het Palearctisch gebied.